# Don Juan de Austria (1883)
El Don Juan de Austria fue un crucero desprotegido de la Armada Española perteneciente a la Clase Velasco, que recibió su nombre en honor a Don Juan de Austria, militar español hijo natural de Carlos I de España.

## Historial

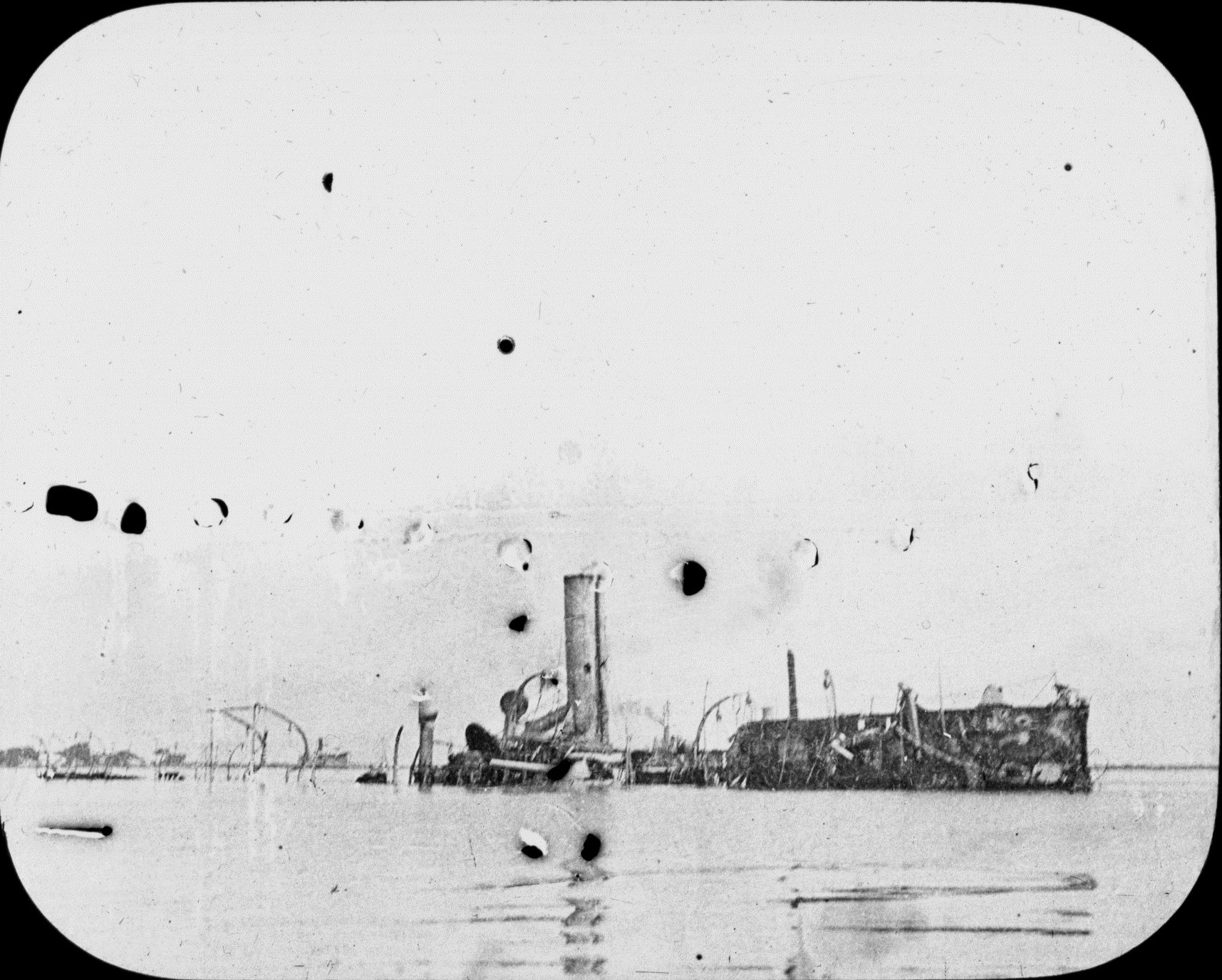
Pecio del Don Juan de Austria tras la batalla de Cavite en 1898.

A comienzos del año 1890 fue destinado a las islas Filipinas con los cruceros Don Antonio de Ulloa y Castilla. El 9 de abril de 1890 zarparon de Barcelona los tres cruceros rumbo a Filipinas bajo el mando del capitán de navío Manuel de la Cámara y Livermore. Los buques arribaron a Manila el 17 de junio. Estos tres buques fueron apodados como la “escuadra negra”, al llegar pintados de negro en vez del blanco reglamentario para los buques coloniales.
Tras ser hundido en la Batalla de Cavite por la Armada de los Estados Unidos después de recibir 13 impactos, fue reflotado e incorporado a la flota estadounidense como cañonero con el nombre de USS Don Juan de Austria.
Desde el 5 de junio hasta el 18 de octubre de 1900, el USS Don Juan de Austria estuvo anclado en Cantón, China, para proteger los intereses estadounidenses. Partió desde Hong Kong y llegó al Cavite 3 días después. Participó en acciones contra fuerzas insurgentes y transportó tropas. Visitó Japón desde el 1 hasta el 27 de julio de 1902, y continuó con sus tareas de pacificación en las Filipinas hasta abril de 1903.
Tras realizar reparaciones en Yokohama, Japón, desde el 27 de abril hasta el 1 de junio de 1903, el USS Don Juan de Austria navegó a lo largo de la costa china en maniobras con el resto de la flota, con la indicación de intensificar los intereses estadounidenses en el Pacífico tras la anexión de las Filipinas. Partió de Hong Kong el 16 de diciembre de 1903 hacia los Estados Unidos, siguiendo la ruta de Singapur, Ceylan, India, Canal de Suez y puertos del Mediterráneo hasta arribar a Portsmouth el 21 de abril de 1904, donde fue puesto fuera de servicio hasta 1906.
Se unió a la tercera escuadra, la Flota Atlántica, y patrulló entre Norfolk y la República Dominicana para proteger intereses estadounidenses. Retornó a Portsmouth el 21 de febrero de 1907 y fue desactivado el 7 de marzo de 1907. Fue asignado a la Milicia Naval de Míchigan, Detroit. 
El USS Don Juan de Austria fue dado de alta de nuevo el 6 de abril de 1917 y dejó Detroit el 17 de julio con rumbo a Newport, a donde llegó el 6 de agosto. Patrulló la costa de Nueva Inglaterra y arribó a Nueva York el 7 de agosto de 1918 para escoltar dos remolcadores del ejército y sus barcazas hasta Bermuda, tras lo cual retornó a Newport el 1 de octubre; después, escoltó un grupo de submarinos franceses y estadounidenses a Newport, a donde llegó el 1 de noviembre. El 3 de abril de 1919, el USS Don Juan de Austria llegó a Boston para unirse a una escolta especial de los miembros de la 26ª división del Ejército de los Estados Unidos que retornaban de Europa. Fue dado de baja en Portsmouth el 18 de junio de 1919 y vendido como chatarra el 16 de octubre de 1919.